# Imitation (Musik)
Mit Imitation (lateinisch imitatio ‚Nachahmung‘), der Nachahmung einer Tonfolge, wird in der Musik das Auftreten eines Themas (soggetto) oder Motivs in einem (polyphonen) Musikstück nacheinander in verschiedenen Stimmen bezeichnet. Dabei kann das Thema notengetreu („streng“ wie beim Kanon) oder auch leicht verändert („frei“) auftreten, wobei der Beginn des Themas meist exakt beibehalten wird.
Vor allem in den Epochen Barock und Renaissance war dies ein beliebtes Kompositionsprinzip. Dabei erscheint das Thema zuerst in einer Stimme und durchwandert in der Folge meist alle weiteren Stimmen.
Das Imitationsprinzip findet sich noch bis weit in die Klassik hinein, nimmt dort aber bereits deutlich ab.
Gattungen, für die die Imitation bestimmend ist, sind insbesondere Kanon, Fuge und Ricercar. Imitationen sind aber ein allgemein verwendbares Stilmittel und kommen deshalb auch in vielen weiteren Gattungen vor (z. B. Madrigal oder Motette).
Eine besonders kunstvolle Verwendung der Imitation findet sich in Choralbearbeitungen im Stil Johann Pachelbels (Pachelbel-Form). Hier wird der Beginn jeder Choralzeile in allen Stimmen in kurzen Notenwerten zitiert (sogenannte „Vorimitation“), bevor in der Cantus-firmus-Stimme die ganze Choralzeile in langen Notenwerten erscheint.